# Барракуда (родовище)
Барракуда — гігантське газонафтове родовище в Бразилії.

## Характеристика
Розташоване на шельфі Бразилії у НГБ «Кампус». Доведені запаси — 110 млн т н. е.
Основні пастки пов'язані з турбідітними пісками шельфового генезису.